# Iázide ibne Calide Alcáceri
Iázide ibne Calide Alcáceri (Yazid ibn Khalid al-Qasri) foi o filho do famoso Calide Alcáceri, o governador de longa data (724–738) do Iraque para o Califado Omíada. Devido a prisão, tortura e morte de seu pai nas mãos do governador iraquiano do califa Ualide II (r. 743–744), Iúçufe ibne Omar Tacafi, durante a Terceira Fitna ele aliou-se com Iázide III (r. 744), aparentemente servindo como saíbe da xurta.
Após a morte de Iázide III, ele é registrado como o executor dos dois filhos menores de idade de Ualide II, e então participou numa revolta mal-sucedida dos sírios em 745 contra Maruane II (r. 744–750). Sitiou Damasco, mas a cidade foi salva por Maruane II, e Iázide foi executado pelo último. Seu neto homônimo Iázide ibne Jarir Alcáceri foi governador do Iêmem durante o reinado do califa abássida Almamune (r. 813–833).